# Tony Campos

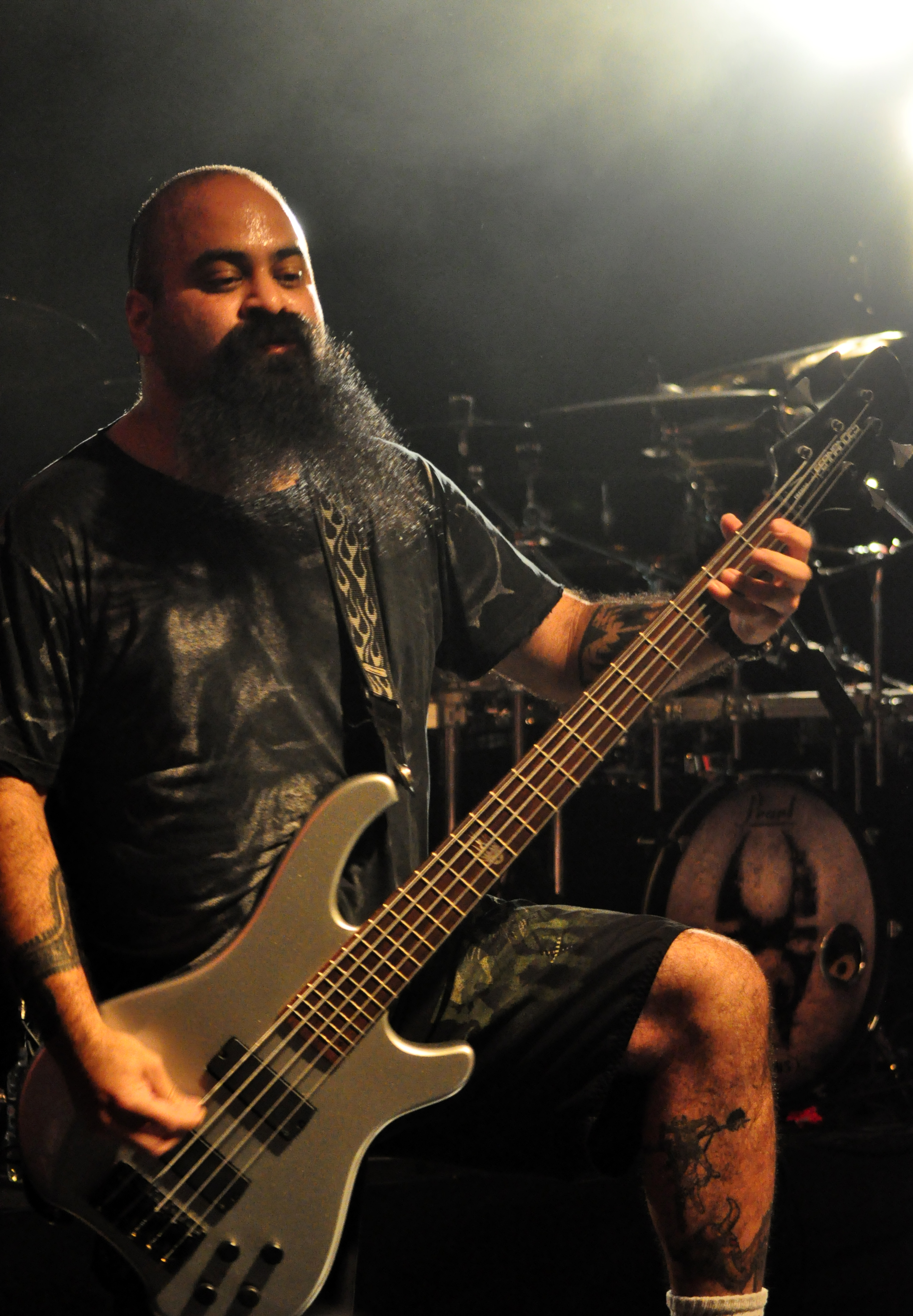
Tony Campos, 2012

Tony Campos (* 8. März 1973 in Los Angeles, Kalifornien) ist ein US-amerikanischer Bassist mexikanischer Abstammung. Bekannt wurde er durch die Musikgruppen Static-X, Asesino, Ministry, Prong, Soulfly und Fear Factory.

## Leben
Bevor Campos Musiker wurde, war er als Schäfer tätig. 1994 wurde der Mexican American Mitglied der Band Static-X, wo er auch verstärkt im Hintergrund sang und neben Frontmann Wayne Static bis 2010 das einzig konstante Bandmitglied war. 2002 gründete er mit Fear-Factory-Gitarrist Dino Cazares und dem späteren Possessed-Schlagzeuger Emilio Marquez die Deathgrind-Band Asesino (zu deutsch: Attentäter). Dort ist er unter dem Namen Maldito X auch als Leadsänger tätig. Die Band schreibt überwiegend Texte auf Spanisch.
2007 stieg Campos für den verstorbenen Bassisten Paul Raven vorübergehend bis zu deren Auflösung 2008 bei Ministry ein. Seit 2009 ist Campos in der Groove-Metal-Band Prong tätig. Auch hier nahm er den Platz von Raven ein. Anfang 2010 verließ er nach 16 Jahren aus unbekannten Gründen Static-X. 2011 wurde Tony Campos zusätzlich Bassist von Soulfly. Im gleichen Jahr fand die Wiedervereinigung von Ministry statt, wo Campos wiederum tätig wurde und an dem Comeback-Album Relapse beteiligt war. Anfang 2012 verließ er die Band wieder, war aber dennoch Teil der folgenden Ministry-Tour. 2015 verließ Campos Soulfly, um sich Fear Factory anzuschließen.

## Diskografie

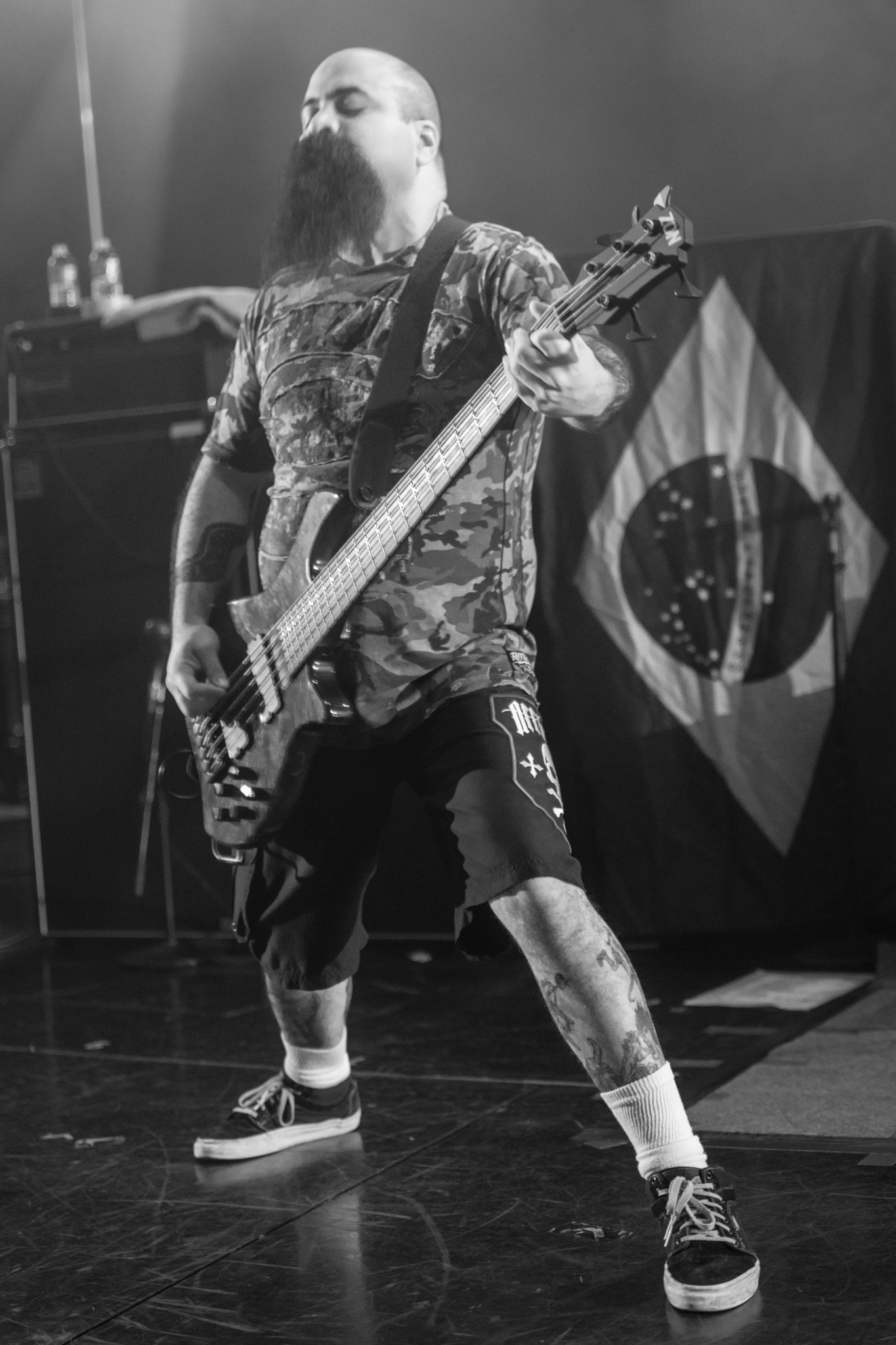
Tony Campos, 2015

### Mit Static-X
- 1999: Wisconsin Death Trip
- 2000: The Death Trip Continues (EP)
- 2000: Where the Hell Are We & What Day Is It... This Is Static-X (DVD/VHS)
- 2001: Machine
- 2003: Shadow Zone
- 2004: Beneath...Between...Beyond... (Kompilation)
- 2005: Start A War
- 2007: Cannibal
- 2008: Cannibal Killers Live (Livealbum)
- 2009: Cult of Static
- 2020: Project Regeneration Vol.1
- 2024: Project Regeneration Vol.2

### Mit Asesino
- 2002: Corridos de Muerte
- 2006: Cristo Satánico

### Mit Ministry
- 2008: Cover Up (Coveralbum)
- 2009: Adios... Puta Madres (Livealbum)
- 2012: Relapse

### Mit Prong
- 2012: Carved into Stone

### Mit Soulfly
- 2012: Enslaved
- 2013: Savages
- 2015: Archangel

### Mit Fear Factory
- 2021: Aggression Continuum